# Anthemis homogamos
Anthemis homogamos là một loài thực vật có hoa trong họ Cúc. Loài này được (Maire) Humphries mô tả khoa học đầu tiên.